# Cebrennus cultrifer
Cebrennus cultrifer är en spindelart som beskrevs av Fage 1921. Cebrennus cultrifer ingår i släktet Cebrennus och familjen jättekrabbspindlar.
Artens utbredningsområde är Algeriet. Inga underarter finns listade i Catalogue of Life.